# Gladys Anderson Emerson
Gladys Ludwina Anderson Emerson (* 1. Juli 1903 in Caldwell, Kansas; † 18. Januar 1984 in Santa Monica, Kalifornien) war eine US-amerikanische Biochemikerin und Ernährungswissenschaftlerin.

## Leben
Gladys Ludwina Anderson wurde am 1. Juli 1902 in Caldwell, Kansas geboren und war das einzige Kind von Louise Williams und Otis Emerson. Ihre Eltern zogen in ihrer Jugend mehrfach um, sie ging in Fort Worth, Texas in die Grundschule und in El Reno, Oklahoma auf die Highschool. Danach studierte sie am Oklahoma College for Women und erlangte 1925 sowohl ein Bachelor-Abschluss in Anglistik (B.A.) als auch in Chemie (B.Sc.). Danach ging sie auf die Stanford University, wo sie 1926 ihren Master-Abschluss in Geschichte machte. Nach einigen Jahren Lehrtätigkeit an einer Junior High School in Oklahoma City und am Iowa State College studierte sie Biochemie und tierische Ernährung (animal nutrition) an der University of California, Berkeley, wo sie 1932 unter Herbert M. Evans promovierte. Als Post-Doktorand war sie daraufhin mit ihrem Mann Oliver H. Emerson bis 1933 in Deutschland bei Adolf Windaus und Adolf Butenandt an der Universität Göttingen.
Gladys Anderson Emerson arbeitete nach ihrer Rückkehr als Forschungsassistentin am Institut für experimentelle Biologie der University of California, Berkeley und war mit ihrem Mann hier 1935 mitbeteiligt an der ersten Isolierung von α-Tocopherol (Vitamin E) aus Weizenöl. Ab 1942 arbeitete sie für die Merck & Co., Inc., wo sie Leiterin der Abteilung für animal nutrition am Merck Institute for Therapeutic Research in Rahway, New Jersey wurde. Sie blieb hier bis 1957 und erforschte unter anderem B-Vitamine. Während des Zweiten Weltkriegs arbeitete sie zudem für das Office of Scientific Research and Development. 1957 wechselte sie an die University of California, Los Angeles und wurde hier Professorin für Ernährungswissenschaften und Leiterin des Departments of Nutrition and Home Economics. Sie wirkte hier bis zu ihrer Emeritierung 1970.
Die Ehe mit ihrem Man Oliver H. Emerson wurde 1940 geschieden. Für ihre Leistungen wurde sie 1952 von American Chemical Society mit der Garvan-Olin-Medaille geehrt. Gladys Anderson Emerson verstarb am 18. Januar 1984 in Santa Monica, Kalifornien und wurde neben ihren Eltern in El Reno, Oklahoma beigesetzt.